# Benuza
Benuza ist eine Gemeinde (Municipio)  mit 442 Einwohnern (Stand: 2024) im nordwestlichen Zentral-Spanien in der Provinz León in der Autonomen Gemeinschaft Kastilien-León. Die Gemeinde besteht neben dem namensgebenden Hauptort Benuza aus den Ortschaften Lomba, Llamas de Cabrera, Pombriego, Santalavilla, Sigüeya, Silván, Sotillo de Cabrera und Yebra.

## Geografie
Benuza liegt im nördlichen Teil der Provinz León und liegt an den Südhängen des Kantabrischen Gebirges am Río Cabrera in einer Höhe von 785 m. Die Stadt León liegt etwa 105 Kilometer ostnordöstlich von Benuza.

## Bevölkerungsentwicklung
| Jahr        | 1900 | 1970 | 1981 | 1991 | 2001 | 2011 | 2021 |
| ----------- | ---- | ---- | ---- | ---- | ---- | ---- | ---- |
| Einwohner   | 2834 | 1717 | 1056 | 817  | 720  | 555  | 469  |
| Quelle: INE |      |      |      |      |      |      |      |

## Sehenswürdigkeiten
- Pelagiuskirche von Santalavilla
- Kirche von Lomba

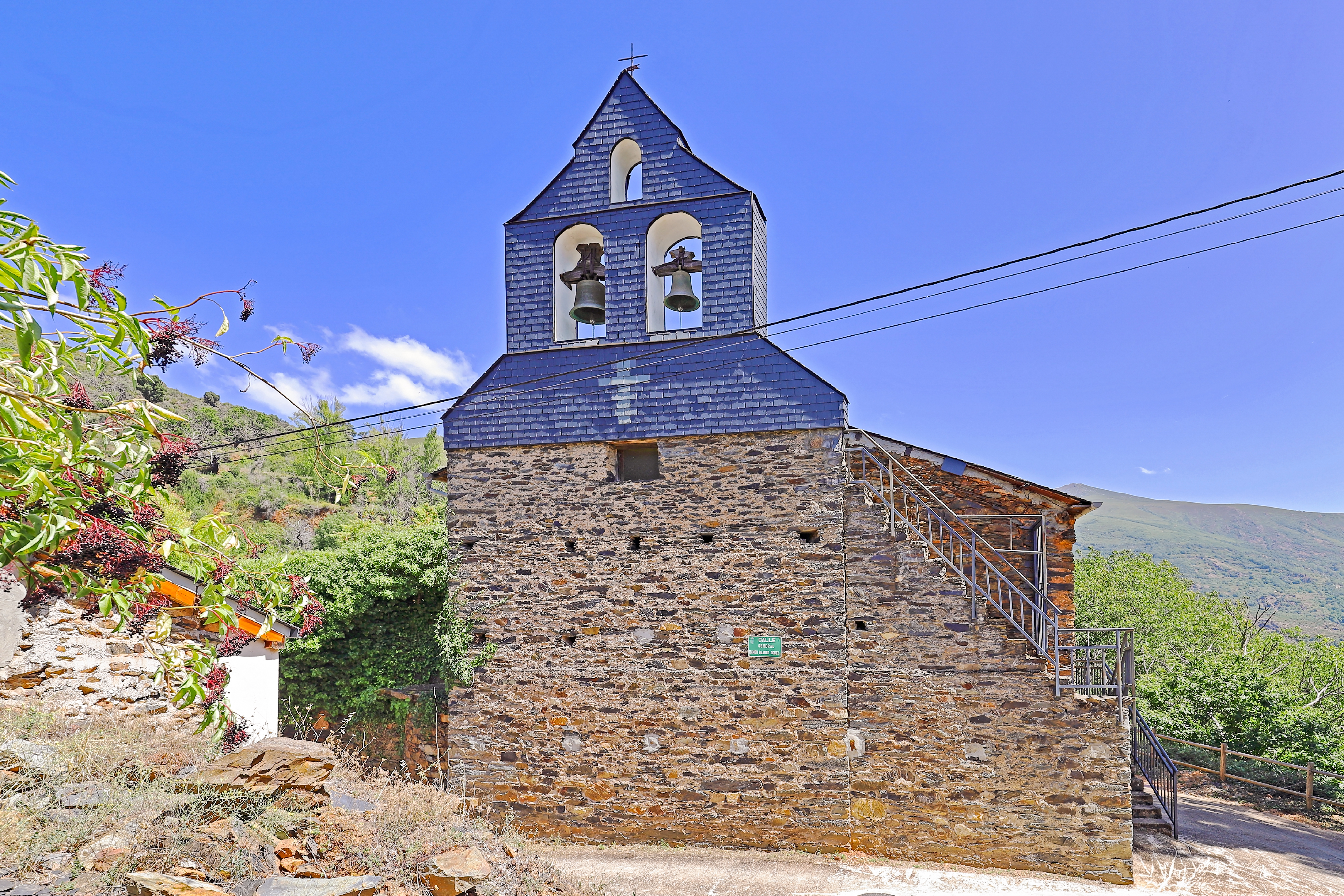
Pelagiuskirche
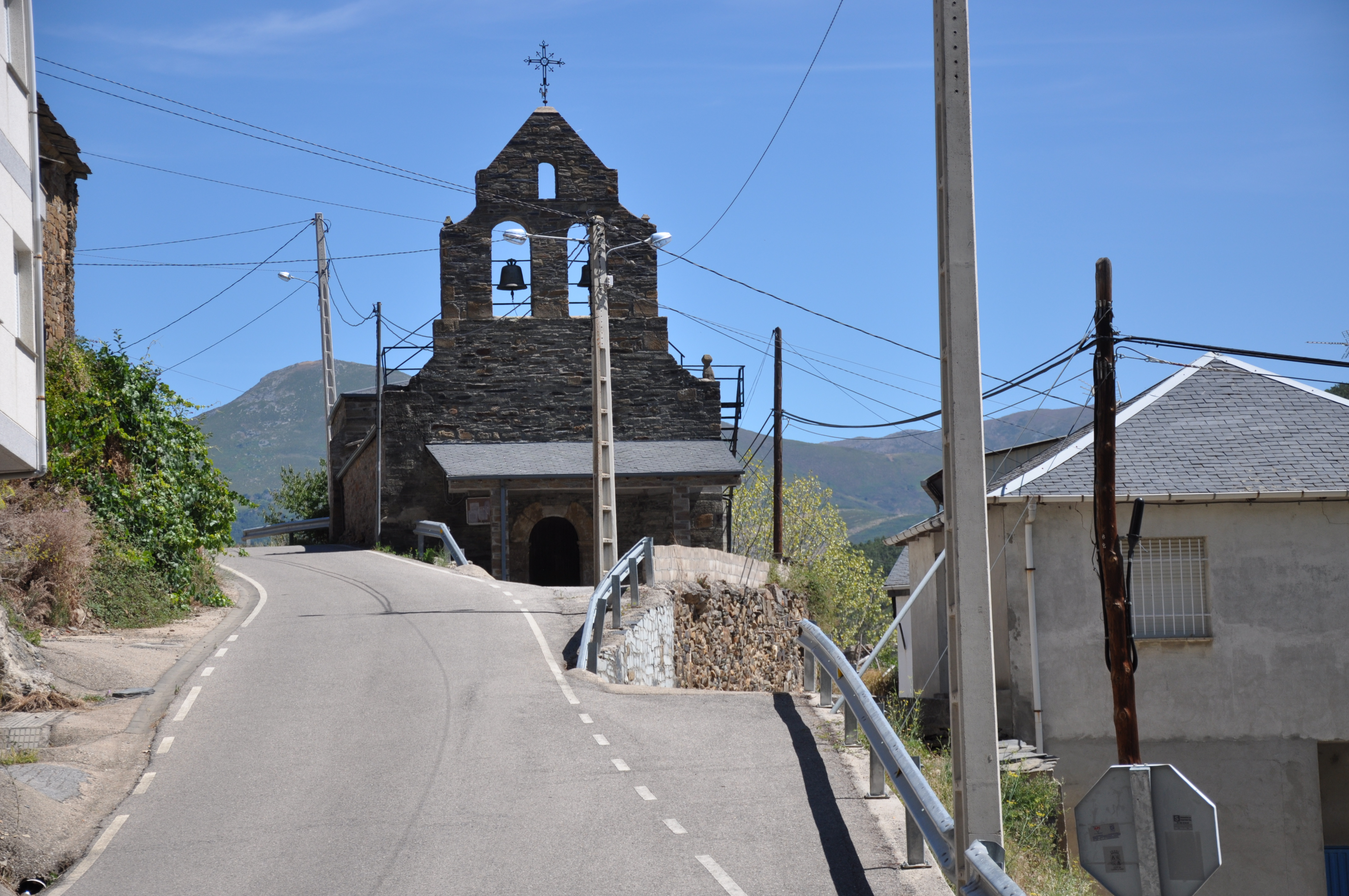
Kirche von Lomba